# Vladimir Jirinovski
Vladimir Volfovici Jirinovski (în rusă Влади́мир Во́льфович Жирино́вский, născut Vladimir Volfovici Eidelștein, rusă Эйдельштейн; n. 25 aprilie 1946, Alma-Ata, RSS Kazahă – d. 6 aprilie 2022, Moscova, Rusia) a fost un politician rus, deputat, avocat și vicepreședinte al Dumei de Stat (Parlamentul Rusiei) între 2001 și 2011.
Jirinovski a fost fondatorul și liderul Partidului (ultra-naționalist) Liberal Democrat, al treilea partid ca importanță din Dumă. A fost de asemenea membru al Adunării Parlamentare a Consiliului Europei.

## Tinerețea și primii pași în politică
Jirinovski s-a născut în Almatî, capitala RSS Kazahe. În iulie 1964, Jirinovski s-a mutat la Moscova, unde a început să studieze la Universitatea de stat din Moscova la Departamentul de studii turcice și Institutul de studii asiatice și africane. A absolvit cursurile universitare în 1969. După satisfacerea stagiului militar obligatoriu într-o unitate din Tbilisi, și-a obținut și licența în drept și a lucrat în diverse posturi în comitete de stat. În 1998, a primit titlul de doctor în filozofie al Universității din Moscova.
Deși a fost activ în diverse grupuri reformatoare ilegale, Jirinovski nu a fost o figură marcantă a politicii sovietice din anii 1980. A încercat să intre în viața politică activă în 1989, dar fără succes.
Jirinovski, al cărui tată era de origine evreu polonez, și-a început cariera politică oficială în Societatea Culturală Șalom, o organizație evreiască sprijinită de guvernul sovietic, interesat de contracararea activităților grupurilor evreiești independente, care apăruseră în epoca glasnostului gorbaciovist.
După ce ani la rând își negase ascendența evreiască, Jirinovski a recunoscut originea etnică a tatălui său în 2001. În decursul unei vizite private în Israel în 2006, Jirinovski a vizitat pentru prima oară mormântul tatălui său, Wolf Isakovici Eidelștein, îngropat în cimitirul din orașul Holon.

## Viața personală și familia

### Origine
Tatăl lui Jirinovski a fost Wolf Isaakovici Eidelstein (1907-1983), înmormântat în Israel. Aaron Isaakovici Eidelstein i-a fost lui Jirinovski unchi, iar Ițhac Eidelstein văr. Vladimir însuși a fost crescut într-o familie rusă, a lui Vladimir Andreevici Jirinovski, și nu și-a cunoscut tatăl biologic. Bunicul lui Jirinovski - Isaac (Aizik) Eidelstein - a fost un industrialist și persoană respectată în județul Kostopil (acum regiunea Rivne a Ucrainei). Avea o fabrică proprie de prelucrare a lemnului, unde lucrau 200 de persoane. Pe teritoriul ei exista o cale ferată, cu ajutorul căreia erau expediate mărfurile finalizate în Europa. În 1939, după aderarea Ucrainei de Vest la RSSU, fabrica a fost naționalizată. Aceeași soartă se întâmplase și în casa unde locuiau Eidelsteinii cu copiii lor. Și fasciștii italieni care au invadat orașul au luat o mare cantitate de echipament de la întreprindere. În documentele de arhivă din 1944, în listele de obiecte industriale distruse de germani se regăsește și fabrica lui Ițic Aizik Eidelștein. El a fost și co-proprietar al echipei locale de fotbal „Trumpeldor”.
Potrivit cărții scriitorului Alexandr Namozov „Vladimir Jirinovski, revenirea la origini”, Wolf Eidelstein a deținut terenuri, a crescut hamei și a condus activitatea a trei ateliere care efectuau prelucrarea inițială a lemnului pentru fabricile de placaj ale tatălui său. După aderarea Ucrainei occidentale, Wolf și fratele său Aaron au fost deportați în Kazahstan. În Kazahstan, Wolf s-a căsătorit și apoi a fost deportat în Polonia. A fost repatriat în Israel. A fost membru al mișcării politice „Likud”, a lucrat într-o companie care vindea îngrășăminte și substanțe chimice. El a murit în august 1983 într-un accident rutier. A fost îngropat în cimitirul din Holon.
Se presupune că tatăl lui Jirinovski a fost avocat de profesie și a absolvit Universitatea din Paris. Cu toate acestea, în opinia lui Jirinovski, tatăl său a studiat la Universitatea din Grenoble. Știind că a studiat la Facultatea de Drept, el și mama sa au crezut că este avocat, dar, după cum s-a dovedit, a absolvit departamentul comercial al facultății, a primit o specializare comercială și a absolvit, de asemenea, facultatea agronomică. La o conferință de presă desfășurată la Tel Aviv în mai 2006, Jirinovski a spus: „Jurnaliștii m-au batjocorit: «fiul unui avocat». Dar eu sunt fiul unui agronom și comerciant”. Potrivit lui Jirinovski, fraza lui, exprimată în timpul campaniei electorale din 1991 „Mama este rusoaică, tatăl este avocat” a fost răspunsul la două întrebări bliț diferite despre naționalitatea mamei și profesia tatălui.
Ițic Eidelstein, soția sa Rivca, fiica Reițel, nepoata Liuba și alte rude, care au rămas la Kostopol la începutul celui de-al doilea război mondial, au fost împușcați în traseul Lesniciovka pe 16 august 1941, împreună cu încă două mii de locuitori evrei. În total, locuitorii a 470 de case au fost uciși.
Primul soț al mamei a fost Andrei Vasilevici Jirinovski (a murit în 1945). Vladimir însuși nu-și cunoștea tatăl biologic. Până în 1964, Vladimir Jirinovski purta numele de familie al tatălui, Eidelstein, iar la vârsta majoratului, el a luat numele de familie al mamei, Jirinovski. O altă sursă susține că Vladimir a purtat mereu numele de Jirinovski și că a avut porecla „Jirik” (din rusă – „Rotofeiul”) în curte, lucru confirmat de semenii lui. 
Mama - Alexandra Pavlovna (născută Makarova, Jirinovskaia după primul ei soț), s-a născut în 1912 în satul Laușki, cartierul Krasnoslobodschi din Mordovia. Sa mutat la Alma-Ata în anii 1940, cu primul ei soț și cinci copii.
După moartea primului soț Andrei Vasilievici Jirinovski, s-a căsătorit cu Wolf Isaakovici Eidelștein în 1945. A murit în 1985 la Moscova. Vladimir era al șaselea copil. Jirinovski are (de la căsătoria mamei sale cu Andrei sau Vladimir Andreevich Jirinovski, care a slujit în NKVD ca șef de securitate la calea ferată Leningrad) doi frați: Andrei și Iurii și trei surori: Vera, Nadejda și Liubovi..
Un nepot, fiul unui văr, Alexandr Balberov, conduce filiala din Tula a Partidului Liberal Democrat. Nepotul Pavel Andreevici Jirinovski (1971).
Nepotul Andrei Jirinovski - a candidat pentru funcția de primar în Petrozavodsk. Are o afacere farmaceutică, se ocupă de producerea și vânzarea de alcool și este unul dintre finanțatorii PLDR.
Nepoata - Lilia Mihailovna Hobtar - lucrează ca șef al departamentului de justiție.

### Viața personală
Din 1971 și până la moartea sa, a fost căsătorit cu Galina Aleksandrovna Lebedeva, având trei copii, fiii Igor Lebedev și Oleg Gazdarov, fiica Anastasia Petrova. Galina Lebedeva - virolog, candidat la științe biologice. Potrivit lui Jirinovski, în 1978 au divorțat oficial și de atunci îi leagă o căsătorie bisericească. În 1993, Jirinovski la nunta lor de argint s-au cununat în religia Ortodoxă.
Cel mai mare fiu Igor Vladimirovici Lebedev s-a născut în 1972. Are o diplomă de drept (Academia de Drept).
Nepoții gemeni Alexandr și Serghei (născuți în 1998), studiază la o pensiune în cadrul Universității de Stat din Moscova.
La 3 aprilie 2018 s-a născut al nouălea nepot, fiul lui Igor Lebedev.
Fiu nelegitim Oleg Vladimirovici Gazdarov (născut în 1985), de la Janna Gazdarova. O fiică nelegitimă Anastasia Vladimirovna Petrova.
Din vara anului 2013, Jirinovski este un vegetarian. În noiembrie 2013, el a anunțat că membrii LDPR trec treptat la alimente vegetariene, deoarece carnea este foarte nesănătoasă.

## Studii
A absolvit școala Derjinski numărul 25 din orașul Alma-Ata. În anii 1964-1970, a studiat la Institutul de Limbi Orientale de la Universitatea de Stat din Moscova, numit după M.V. Lomonosov (din 1972 - Institutul țărilor Asiatice și Africane) specializarea în Limba și Literatura turcă. În anii 1965-1967 a studiat la Universitatea de Marxism-Leninism la Facultatea de Relații Internaționale. În 1972-1977 a studiat la departamentul de seară al Facultății de Drept a Universității de Stat din Moscova. M.V. Lomonosov.
La 24 aprilie 1998, la Consiliul Academic de la Universitatea de Stat din Moscova, și-a susținut teza de doctor în filosofie cu tema "Trecutul, prezentul și viitorul națiunii ruse: întrebarea rusă: Analiza socio-filosofică" (Specialitatea - 22.00.01 "Teoria, metodologia, istoria sociologiei "). Prodecanul facultății de Sociologie, doctor Vladimir Galocichin, responsabil pentru presă, informare și relații publice a Universității de Stat din Moscova, a explicat că teza lui Jirinovski nu a fost "o lucrare științifică separată, ci un raport de doctorat", care se bazează pe 11 volume de gânduri scrise de liderul PLDR în diferiți ani. În 2008, M.N. Rutchevici a scris că au existat încălcări: în ciuda prezenței Facultății de Filosofie la Universitatea de Stat din Moscova, numită după M.V. Lomonosov, apărarea a avut loc la Facultatea de Sociologie; de la Institutul de Cercetări Socio-Politice al Academiei Ruse de Științe a primit feedback negativ asupra textului disertației; în pofida obiecțiilor formulate de un grup de membri ai Consiliului de experți ai Comisiei de atestare superioară pentru sociologie și științe politice, condusă de membrul corespondent al Academiei de Științe din Rusia A. V. Dmitriev, de la acordarea unei diplome de doctorat pentru o astfel de lucrare, în timpul discuției aceastei disertații, președintele Comisiei de Atestare Superioară, sub influența vicepreședintelui Academiei de Științe din Rusia, V.N. Kudriavțev, și a mai multor susținători ai săi au votat „pentru”. O serie de mass-media au constatat că în timpul apărării a existat o mită acordată membrilor Comisiei de atestare superioară în valoare de cinci mii de dolari americani. În 2013, deputatul Dumei de Stat a Federației Ruse, I. V. Ponomariov, a trimis o cerere către Procurorul General al Federației Ruse, I. I. Ceaica, în care a solicitat "efectuarea unui control al procurorului asupra legitimității apărării tezei". În același an, Jirinovski l-a dat în judecată pe Ponomarev pentru calomnie, precum și în calitate de co-respondenți ai Agenției de informare Rosbalt și ziarului Komsomolskaya Pravda, cu scopul de a încasa câte un milion de ruble pentru compensarea daunelor morale din partea fiecăruia. Instanța a acceptat parțial pretențiile reclamantului către agenția Rosbalt, obligand-o să achite în favoarea acestuia una sută mii ruble.
Vorbește limbile engleză, franceză, germană și turcă.

## Partidul Liberal Democrat
În 1990, Vladimir Jirinovski, împreună cu Vladimir Bogacev, au fondat Partidul Liberal Democrat, al doilea partid înregistrat în Uniunea Sovietică, și, de aceea, primul partid oficial de opoziție. În alegerile din același an, care au avut ca rezultat alegerea lui Gorbaciov ca primul  Președinte al Uniunii Sovietice, PLD a obținut 8% din voturile exprimate. După aceasta, partidul și-a câștigat prostul nume de opoziție de fațadă, total lipsită de credibilitate sau autenticitate, în special după sprijinul arătat de Jirinovski tentativei de lovitură de stat din 1991. Atitudinea sa a alimentat zvonurile, negate cu vehemență de Jirinovski, că el ar fi fost agent KGB, iar PLSD ar fi fost un partid diversionist creat ori pentru a discredita opoziția, ori pentru a-i micșora eficiența. Această impresie nu a dispărut nici după disoluția Uniunii Sovietice, după care Partidul Comunist a trecut la rândul lui în opoziție.
Totuși, Partidul Liberal Democrat a rămas o importantă forță politică în viața politică din Federația Rusă. În cea mai bună perioadă, PLD a reușit să câștige 23% din voturile populare la alegerile din 1993 pentru Dumă, fiind câștigătoarea alegerilor în 64 dintre cele 84 de regiuni ale federației. Aceast succes l-a încurajat pe Jirinovski să candideze pentru funcția de președinte împotriva deținătorului funcției, Boris Elțin. De vreme ce șansele lui Elțin păreau puse în primejdie de creșterea naționalismului rusesc și de Partidul Comunist renăscut, numeroase grupuri de observatori, în special din occident, s-au alarmat de posibilitatea venirii la putere a unui extremist sau a unui comunist reformat într-un stat fragil din punct de vedere politic și economic. Jirinovski a devenit ținta principală a criticilor, el părând că, dacă ar fi câștigat, ar fi târât Rusia pe panta autoritarismului și militarismului.

## Politician și demagog

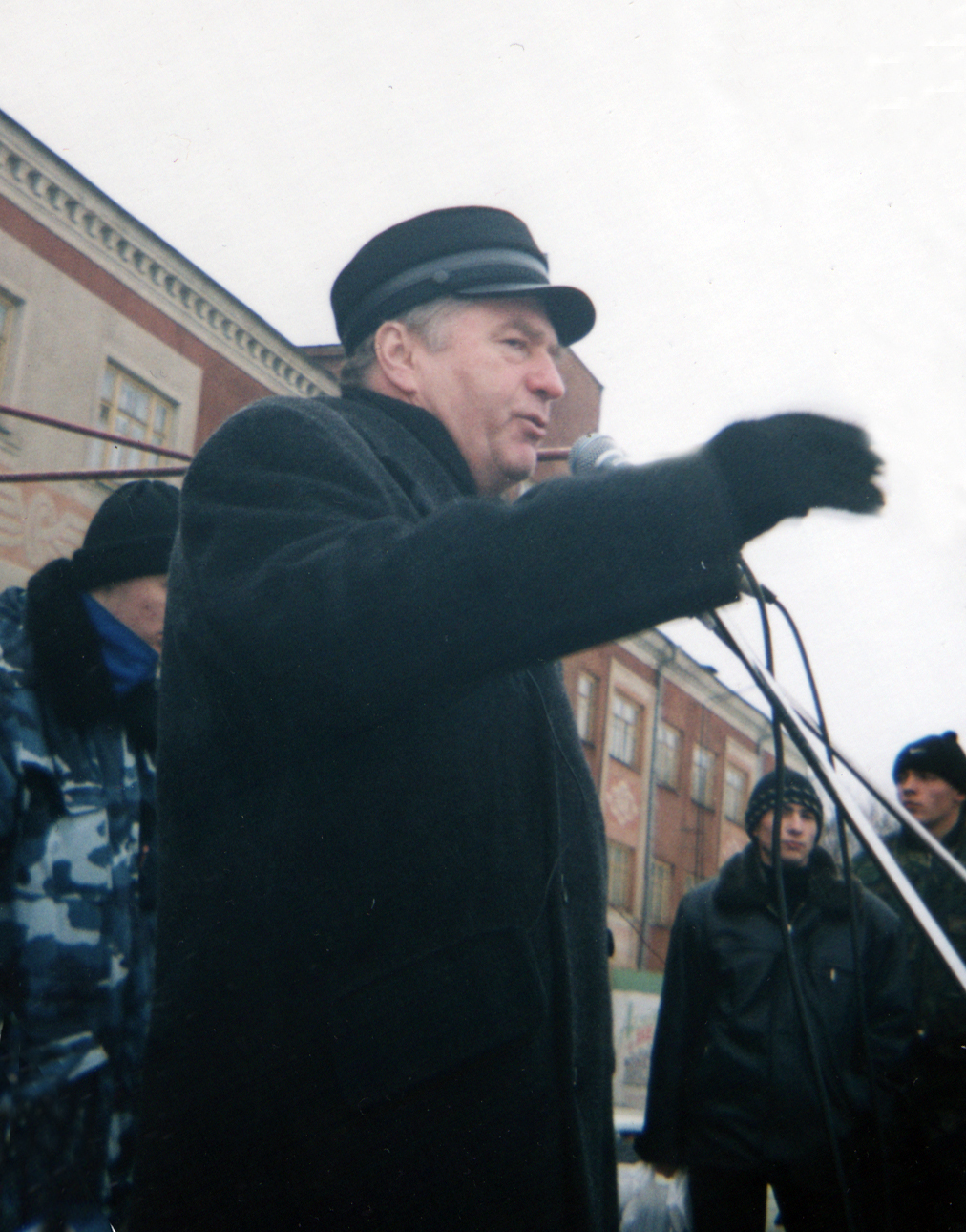
Jirinovski la un miting pre-electoral în 1999

Jirinovski și-a câștigat renumele de populist violent și gălăgios, care pretindea că vorbește în numele poporului rus, chiar când ceea ce spunea era ceea ce rușii nu voiau să audă. Printre promisiunile fanteziste ale lui Jirinovski a fost și aceea făcută în 1991, conform căreia, dacă avea să fie ales, votca avea să fie distribuită în mod gratuit tuturor. La fel, într-o situație similară, el a remarcat în timpul unui miting dintr-un supermarket moscovit că, dacă avea să devină președinte, lenjeria intimă avea să fie distribuită de asemenea în mod quasi-gratuit. Aceasta a fost una dintre numeroasele ocazii în care Jirinovski a fost implicat în altercații violente cu alți politicieni.
După ce în trecut a fost asociat cu grupuri politice evreiești, Jirinovski a ajuns să fie acuzat de antisemitism. El și-a exprimat admirația pentru Adolf Hitler și pentru candidatul la alegerile prezidențiale americane din 1996, Pat Buchanan, care a trebuit să facă de asemenea față acuzațiilor de antisemitism. Aducând aminte de un discurs al lui Buchanan, în care aceasta eticheta Congresul Statelor Unite ca fiind "teritoriul ocupat de israeliți", Jirinovski a remarcat că "... noi avem aceeași situație în Rusia". El a adăugat că ambele țări sunt "sub ocupație" și că, "pentru a supraviețui, trebuie să stabilim teritorii în SUA și Rusia în care să deportăm acest trib mic și aducător de necazuri."
El este cunoscut pentru agresivitatea cu care privește alte țări, exprimându-și dorința de ocupare a țărilor ex-sovietice din "vecinătatea imediată a Rusiei" și nu numai, visând la o zi "în care soldații ruși își pot înmuia bocancii în apele Oceanului Indian". Jirinovski este cunoscut și pentru îndemnurile la folosirea armei nucleare împotriva adversarilor Rusiei.
În vreme ce unii dintre observatori considerau aceste comentarii ca un efort jalnic de captare a bunăvoinței naționaliștilor, nefiind nimic mai mult decât praf în ochii alegătorilor, occidentalii au fost consternați să constate că, în 1996, cu câteva luni înaintea alegerilor prezidențiale, Jirinovski era al doilea în preferințele electoratului rus, în urma candidatului Partidului Comunist, Ghennadi Ziuganov și înaintea lui Boris Elțin. Până la final, Jirinovski s-a plasat doar pe locul al cincilea, cu 5,7% dintre voturile exprimate în primul tur de scrutin. Din acel moment, situația partidului s-a stabilizat în mare măsură, în alegerile legislative din 2003, câștigând 11,7% din voturile exprimate, în vreme ce liderul partidului nu a reușit nici la următoarele alegeri prezidențiale un rezultat mai bun. În 2004, el a refuzat să fie numit candidat al partidului pentru alegerile prezidențiale, lăsând această onoare lui Oleg Malîșkin, care a câștigat un număr nesemnificativ de voturi.

## Alte controverse
Într-o vizită efectuată în 1994 în Bulgaria, Jirinovski a afirmat despre România că este un stat artificial locuit de țigani italieni, care s-a format prin desprinderea de teritorii de la vecinii Rusia, Bulgaria și Ungaria.
Jirinovski a salutat ceea ce el a numit "procesul democratic" din Irak din timpul lui Saddam Hussein, pe care l-a sprijinit din toate puterile. Prietenia celor doi a durat cel puțin până la războiul din Golf, în timpul căruia Jirinovski a trimis un număr de voluntari din grupul paramilitar "Șoimii lui Jirinovski" să-l sprijine pe președintele irakian. Gesturile sale nu par a fi fost dezinteresate, de vreme ce există zvonuri conform cărora el a fost unul dintre profitorii comerțului ilicit cu petrol, care se desfășura sub acoperirea programului ONU "Petrol pentru hrană".
În 2005, Ministerul Afacerilo Externe al Kazahstanului l-a declarat pe Jirinovski persona non grata ca urmare a discursului politicianului rus în care cerea schimbarea graniței comune ruso-kazahe și în timpul căruia a luat în derâdere rolul poporului kazah în istorie. Jirinovski nu a renunțat la poziția sa, afirmând că atitudinea sa se sprijină pe lucrări ale unor istorici și geografi de renume.
Ca reacție la criticile lui Condoleezza Rice fața de politica extenă a Rusiei din timpul disputei ruso-ucrainiene în problema gazelor, Jirinovski a afirmat că Rice comentează astfel doar datorită statutului ei de persoană nemăritată și fără copii. În plus, a mai afirmat: "Condoleezza Rice are nevoie de compania soldaților. Are nevoie să fie băgată la barăci, unde să fie satisfăcută."
Din octombrie 2006, Jirinovski este persona non grata și în Ucraina, iar în contextul crizei din Crimeea din 2014, a transmis mai multor țări (Polonia, România și Ungaria) scrisori oficiale prin care propunea divizarea vestului acestei țări între vecinii ei din acea parte. Propunerile lui au fost ignorate sau respinse ca fiind absurde.

## Participarea la alegerile prezidențiale

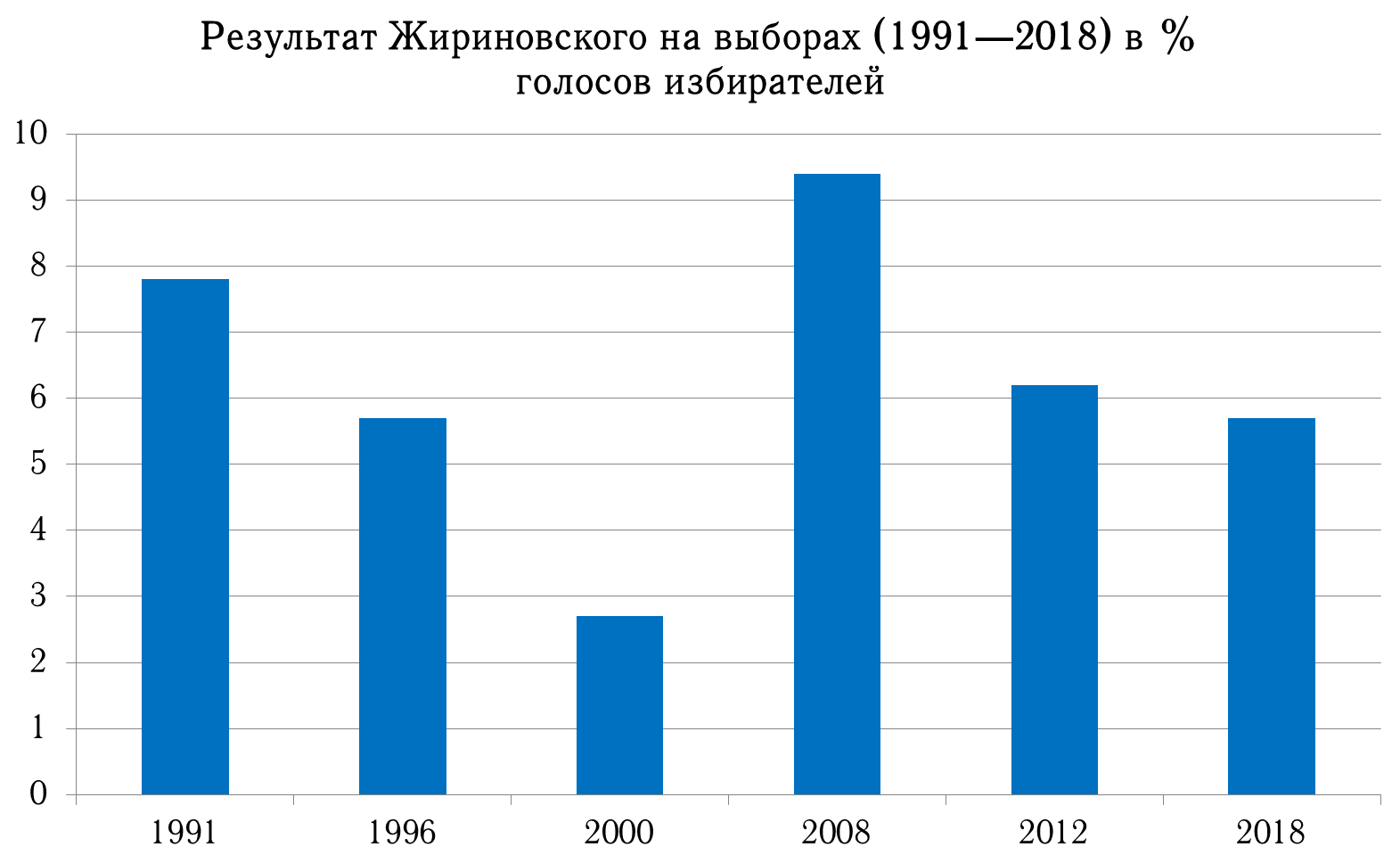
Prezentarea grafică de modificare a % voturilor pentru tot timpul ce a participat la alegerile prezidențiale

A participat la șase alegeri prezidențiale (un număr record de ori în Rusia): în 1991 (împreună cu Andrei Zavidia), 1996, 2000, 2008, 2012 și 2018.
| Anul | Subiectul | Numărul de voturi | %    | Locul | L-au depășit pe Jirinovski                        | I-au cedat lui Jirinovski                                                                              |
| ---- | --------- | ----------------- | ---- | ----- | ------------------------------------------------- | --- |
| 1991 | RSFSR     | 6 211 007         | 7,81 | 3/6   | Elțîn, Rîjkov                                     | Aman Tuleev, Albert Macașov, Vadim Bacatin                                                             |
| 1996 | Rusia     | 4 311 479         | 5,70 | 5/10  | Elțîn, Ziuganov, Lebed, Grigorii Iavlinskii       | Sveatoslav Fiodorov, Gorbaciov, Martin Șaccum, Iurii Vlasov, Vladimir Brînțalov                        |
| 2000 | Rusia     | 2 026 509         | 2,70 | 5/11  | Putin, Ziuganov, Grigorii Iavlinskii, Aman Tuleev | Constantin Titov, Pamfilova, Govoruhin Stanislav, Iurii Scuratov, Alexei Podberiozkin, Umar Djabrailov |
| 2008 | Rusia     | 6 988 510         | 9,35 | 3/4   | Medvedev, Ziuganov                                | Bogdanov                                                                                               |
| 2012 | Rusia     | 4 458 103         | 6,22 | 4/5   | Putin, Ziuganov, Mihail Prohorov                  | Serghei Mironov                                                                                        |
| 2018 | Rusia     | 4 155 022         | 5,65 | 3/8   | Putin, Pavel Grudinin                             | Sobciak, Grigorii Iavlinskii, Boris Titov, Maxim Suraikin, Serghei Baburin                             |